# Jade Venus
Jade Venus (Montana, 5 de julio de 2000) es una actriz pornográfica, modelo erótica y camgirl transexual estadounidense.

## Biografía
Se saben pocos datos de su biografía antes de que comenzara su carrera en la industria para adultos. Comenzó su proceso de transición a los 14 años de edad, cuando se hacía llamar Casey Campanian, en febrero de 2015, como explicó en un post publicado en la web del 2015 Gender Expansion Trans* Health Conference, donde ya se identificaba como "activista trans". Como indicaba en el mismo, recibió acoso escolar mientras estudiaba en Havre (Montana). En 2015 asistió al Hellgate High School en Missoula (Montana), llegando a graduarse aquí en 2018.
Debutó como actriz pornográfica a finales de 2020, con 20 años. Como actriz ha trabajado para estudios como Gender X, Devil's Film, Transsensual, Evil Angel, Adult Time, Trans Angels, Brazzers, Girlsway, Mile High, Pulse Distribution, Exile Distribution, Trans Taken o Kink.com, entre otros.
En 2022 ganó su primer Premio AVN a la Mejor artista transexual revelación. Ese año recibió tres nominaciones más; a la Mejor escena de sexo con transexual por His First Trans Encounter 2 y dos dentro de la categoría Mejor escena de sexo transexual en grupo, por Take a Ride on the Trans Train 2 y Trans Pool Party 3. En los Premios XBIZ también fue nominada a Artista transexual del año y a la Mejor escena de sexo transexual por Jade Venus: Trans Superstar y por Kept.
En 2023 volvía a ganar un nuevo Premio AVN, en esta ocasión a la Mejor escena de sexo con transexual por PansexualX Porn Crush 4. Recibiría, así mismo, las nominaciones a Artista transexual del año, a la Mejor actuación dramática en película transexual por Neighborly Greetings y dos más a Mejor escena de sexo transexual en grupo por Caught in the Shower y The Physical: Nurses Retreat. En los XBIZ fue nominada a Artista transexual del año y a la Mejor escena de sexo transexual por Muses: Jade Venus.
Ha grabado más de 240 películas.

## Premios y nominaciones
| Año  | Ceremonia    | Resultado | Premio                                           | Trabajo                          |
| ---- | ------------ | --------- | ------------------------------------------------ | -------------------------------- |
| 2022 | Premios AVN  | Ganadora  | Mejor artista transexual revelación              | —                                |
| 2022 | Premios AVN  | Nominada  | Mejor escena de sexo con transexual              | His First Trans Encounter 2      |
| 2022 | Premios AVN  | Nominada  | Mejor escena de sexo transexual en grupo         | Take a Ride on the Trans Train 2 |
| 2022 | Premios AVN  | Nominada  | Mejor escena de sexo transexual en grupo         | Trans Pool Party 3               |
| 2022 | Premios XBIZ | Nominada  | Artista transexual del año                       | —                                |
| 2022 | Premios XBIZ | Nominada  | Mejor escena de sexo transexual                  | Jade Venus: Trans Superstar      |
| 2022 | Premios XBIZ | Nominada  | Mejor escena de sexo transexual                  | Kept                             |
| 2023 | Premios AVN  | Nominada  | Artista transexual del año                       | —                                |
| 2023 | Premios AVN  | Nominada  | Mejor actuación dramática en película transexual | Neighborly Greetings             |
| 2023 | Premios AVN  | Ganadora  | Mejor escena de sexo con transexual              | PansexualX Porn Crush 4          |
| 2023 | Premios AVN  | Nominada  | Mejor escena de sexo transexual en grupo         | Caught in the Shower             |
| 2023 | Premios AVN  | Nominada  | Mejor escena de sexo transexual en grupo         | The Physical: Nurses Retreat     |
| 2023 | Premios XBIZ | Nominada  | Artista transexual del año                       | —                                |
| 2023 | Premios XBIZ | Nominada  | Mejor escena de sexo transexual                  | Muses: Jade Venus                |
| 2024 | Premios AVN  | Nominada  | Artista transexual del año                       | —                                |
| 2024 | Premios AVN  | Nominada  | Mejor actuación dramática en película transexual | Office Ms. Conduct               |
| 2024 | Premios AVN  | Nominada  | Mejor escena de sexo con transexual              | My TS Stepsister 8               |
| 2024 | Premios AVN  | Nominada  | Mejor escena de sexo transexual en grupo         | Date & Switch                    |
| 2024 | Premios AVN  | Nominada  | Mejor escena de sexo transexual en grupo         | It's a Trans Sandwich            |
| 2024 | Premios XBIZ | Nominada  | Artista transexual del año                       | —                                |
| 2024 | Premios XBIZ | Nominada  | Mejor escena de sexo transexual                  | Cupid's Arrows                   |
| 2024 | Premios XBIZ | Nominada  | Mejor escena de sexo transexual                  | Office Ms. Conduct               |
| 2024 | Premios XBIZ | Nominada  | Mejor escena de sexo transexual                  | Pandemonium                      |
| 2025 | Premios AVN  | Nominada  | Artista transexual del año                       | —                                |
| 2025 | Premios AVN  | Nominada  | Mejor actuación dramática en película transexual | Trans Honey Trap 3               |
| 2025 | Premios AVN  | Ganadora  | Mejor escena de sexo con transexual              | Trans Slumber Party              |
| 2025 | Premios AVN  | Ganadora  | Mejor escena de sexo transexual en grupo         | Gorgons & Goddesses              |
| 2025 | Premios XMA  | Nominada  | Mejor escena de sexo transexual                  | Trans Rave                       |
| 2025 | Premios XMA  | Ganadora  | Mejor escena de sexo transexual                  | Gorgons and Goddesses            |